# Gateway to the Antisphere
Gateway to the Antisphere drugi je studijski album njemačkog death metal-sastava Sulphur Aeon. Album je 3. travnja 2015. godine objavila diskografska kuća Imperium Productions.

## Popis pjesama
Tekstovi: M. 
| 1.    | »...to Drown This World«                         | 1:56 |
| 2.    | »Devotion to the Cosmic Chaos«                   | 5:40 |
| 3.    | »Titans«                                         | 5:00 |
| 4.    | »Calls from Below«                               | 4:22 |
| 5.    | »Abysshex«                                       | 5:25 |
| 6.    | »Diluvial Ascension - Gateway to the Antisphere« | 5:52 |
| 7.    | »He Is the Gate«                                 | 5:34 |
| 8.    | »Seventy Steps«                                  | 5:20 |
| 9.    | »Onwards... Towards Kadath!«                     | 5:50 |
| 10.   | »Into the Courts of Azathoth«                    | 4:18 |
| 11.   | »Conclusion...« (instrumental)                   | 2:30 |
| 51:47 |                                                  |      |

## Zasluge
Sulphur Aeon
- D. – bubnjevi
- M. – vokali, ilustracije, logotip, raspored ilustracija
- T. – gitara, bas-gitara

Dodatni glazbenici
- Sascha Schiemann – klavijature

Ostalo osoblje
- Simon Werner – snimanje, mastering, miksanje
- Regina Lotz – fotografija
- Ola Larsson – naslovnica